# Robin Merkisch
Robin Merkisch (* 1971 in Düsseldorf) ist ein deutscher Künstler, der in Düsseldorf lebt und arbeitet.

## Leben
Merkisch studierte 1991–1998 Fotografie und Bildhauerei an der Folkwang Universität der Künste, Essen und konnte 1994–1995 dank eines Auslandsstipendiums einen Aufenthalt an der Gerrit-Rietveld-Akademie in Amsterdam absolvieren. Mit einem Graduiertenstipendium des DAAD verbrachte er die Jahre 1999–2000 in British Columbia, Kanada und am The Banff Center for the Arts, Alberta, Kanada. Für 2001–2002 erhielt Merkisch ein Projektstipendium der Stiftung Kunst und Kultur des Landes NRW. Er bekam 2002 den Förderpreis der Großen Kunstausstellung NRW in Düsseldorf und 2008 ein Auslandsstipendium der Staatskanzlei NRW.

## Werk
Im Jahr 2000 begann Robin Merkisch mit den ersten Arbeiten der Serie „Container“. Innerhalb dieser Arbeit (C/02-08) hat er Geräte und Maschinen mittels photographischer Grossbildtechnik dargestellt. Der begleitende Titel für diese Serie lautete „Funktionale Systeme und operative Einheiten“. Die Funktionen der dargestellten Objekte reichen von der DNA-Analyse über elektronische Ausgabemedien bis hin zur Speicherung und Verwaltung von Daten. Für den Betrachter wird es fast unmöglich sowohl einen Größen- als auch Funktionsbezug herzustellen. Der fehlende Kontext und der fehlende Maßstab erzeugen beim Betrachter eine vergleichende Leseart, auf der Suche nach bekannten Formen im Archiv der Erinnerung. Mit diesem Prozess löst sich das Abbild vom ursprünglich dokumentierten Objekt und gelangt in einen Bereich zwischen Skizze, Modell und skulpturaler Form. Die „black box“ losgelöst aus ihrem Funktionszusammenhang wird zur Skulptur.
(Bildgrössen: C/02-08, 135/115 cm).
Die Aufnahmen der Serie „Transformer“ entstanden in der Zeit von 2001 bis 2004. Alle photographierten Objekte dieser Serie (TR/01-08) stehen in Ontario, Kanada. Ihr Umfeld ist sichtbar, wie bei photographischen Dokumenten von Skulpturen in einem Park. Innerhalb dieser Serien hat er dem Betrachter den Spielraum gegeben, die Bilder entweder als Maschinenhülle, Architektur, Animation oder abstrakte materialisierte Form zu sehen. (Bildgrössen, TR/01-08, 60/70 cm).
2007/2008 entstand die Serie „Module“. Diese Arbeit zeigt Maschinen und Geräte aus dem Bereich der Funk- und Kommunikationstechnik und hat einen ähnlichen Arbeitsansatz wie bei der Serie „Container“. Photographien funktionaler Objekte und Architekturen werden zu visuellen Skulpturen, welche ihre ehemals technischen Anwendungen vergessen lassen.  (Bildgrössen: MD/01-11, 160/200 cm und 40/50 cm).
2011 entstand die Serie „Fragment“. Ausgangspunkt für diesen Bilderzyklus war eine aufgerasterte Photographie einer Platine. Durch einen eingesetzten Algorithmus wurden   verschiedene Stadien einer endlichen Reihe an möglichen Zuständen festgehalten. (Bildgrössen: 160/200 cm und 40/50 cm).
Robin Merkisch hat seit 1996 an zahlreichen Ausstellungen im In- und Ausland teilgenommen.

### Einzelausstellungen (Auswahl)
- 1995: Grenzen, (Photogalerie 2 1/2 × 4 1/2, Amsterdam; NL)
- 1998: Systemgrenzen, (Gesellschaft für zeitgenössische  Kunst, Zeche Zollverein, Essen, D)
- 2000: Photographische Arbeiten (Galerie Gaby Kraushaar, Düsseldorf, D)
- 2001: Container, (Galerie Gaby Kraushaar, Düsseldorf, D)
- 2001: Photographic  Works, (Galerie 0031, Amsterdam, NL)
- 2003: Photographische  Arbeiten, (Kunsthalle Luckenwalde, D)
- 2004: Photographic  Works, 2000–2003, (ABC, Architektur Centrum Haarlem, NL)
- 2005: Photographie/Skulptur, 2002–2004, (Kunstverein  Region  Heinsberg)
- 2006: Models for Concrete Sculptures, (Galerie 0031, Amsterdam, NL)
- 2008: Module, (Museum für Kommunikation Frankfurt, D)

### Gruppenausstellungen (Auswahl)
- 1994: Abraum, Bildende Kunst zwischen den Zeiten, Kat., (Zeche Zollverein, Essen, D)
- 1995: Mai de la Photo, Kat., (Reims, F)
- 1995: Fotofestival Naarden, (Naarden, NL)
- 1995: Noorderlicht, Fotomanifestatie Groningen, (Groningen, NL)
- 2004: Kunstausstellung NRW, Kat., (Museum Kunstpalast,  Düsseldorf,  D)
- 2005: Kunstverein Region Heinsberg, Jubiläumsausstellung, 20 × 20
- 2005: Urban Transformations, (Goethe-Institut, Toronto, CAN)
- 2006: Moderne Architekturfotografie, Kat., (ABC – Architektur Centrum Haarlem, NL)
- 2006: Fotokunst aus 60 Jahren (Sammlung: Nordrhein-Westfalen, Kat., Museum Ratingen, D)
- 2005: Fotokunst aus 60 Jahren (Flottmann-Hallen, Herne und Galerie Münsterland, Emden, D)
- 2006: Kunstausstellung NRW, Kat., (Museum Kunstpalast,  Düsseldorf,  D)
- 2007: Industrielle Bildwelten, (Galerie FO.KU.S, Innsbruck, A)
- 2007: Poesie  des  Funktionalen, (Industriemuseum Chemnitz, D)
- 2008: Fragmente, (Kunstverein Mainz, D)
- 2008: Editionen, (Kunstverein Heinsberg, D)
- 2009: Anonymous Drawings, (Kunsthaus Bethanien, Berlin, D)
- 2010: Kunstausstellung NRW, Kat., (Museum Kunstpalast,  Düsseldorf,  D)
- 2011: Anonymous Drawings, (VISARTE / Kunstraum sihlquai55 offspace, Zürich, CH)
- 2011: Anonymous Drawings, (Künstlerhaus Wien, A)
- 2011: Kunstsalon, (Düsseldorf, D)
- 2012: Der Mensch und seine Objekte, (Museum Folkwang, Essen, D)
- 2012: Positionen zeitgenössischer Kunst, (Gustav-Lübcke-Museum, Hamm, D)
- 2013: Urban Structures, (Offspace Flurstrasse 16, Düsseldorf, D)
- 2013: Kunstausstellung NRW, (Museum Kunstpalast, Düsseldorf, D)
- 2013: Stocker, Glavin, Merkisch, (SPAM-Contemporary, Düsseldorf, D)
- 2013: Blick zurück und voraus, (Forum Konkrete Kunst, Erfurt, D)
- 2014 Kunstsalon, (Düsseldorf, D)
- 2014 Große Kunstausstellung NRW Düsseldorf (Museum Kunstpalast, Düsseldorf, D)
- 2015 Brauhauser, Merkisch, Pufleb, Schulz, (Künstlerverein Düsseldorf, WP8, D)
- 2016 Kunstausstellung NRW (Museum Kunstpalast, Düsseldorf, D)
- 2016 Freyschmidt, Merkisch, à Wengen, (Galerie Bischoff und Partner, Bern, CH)
- 2016 Position Konstruktiv VOL.2, (Kunstverein Sundern, d)
- 2017 Die Grosse 2017 (Museum Kunstpalast, Düsseldorf, D)
- 2018 Positionen Zeitgenössischer Kunst, (Gustav-Lübcke-Museum, Hamm, D)
- 2018 72. Internationale Kunstausstellung (Kunstmuseum Solingen, D)
- 2018 Sammlung der Moderne (Folkwangmuseum, Essen, D)
- 2019 d-polytop (Kunsthalle Düsseldorf, D)

### Sammlungen (Auswahl)
- Sammlung Museum Folkwang, Essen
- Sammlung des Landes NRW
- Sammlung Museum Kunstpalast, Düsseldorf
- Sammlung Museum für Kommunikation, Frankfurt